# 2012年中國中央電視臺春節聯歡晚會
2012年中国中央电视台春节联欢晚会、2012年央视龙年春晚是中国中央电视台（CCTV）於2012年1月22日（农历辛卯十二月廿九除夕）為慶祝龍年新年舉辦的綜藝性文藝晚會。此次春晚總導演，由哈文擔任。司儀由朱軍、李詠、董卿、畢福劍、撒貝寧、李思思擔任。
晚会于2012年1月22日（农历辛卯十二月廿九除夕）播出。当晚，中央电视台综合频道、中央电视台综艺频道、中央电视台中文国际频道、中央电视台高清综合频道全程同步直播。

## 播出时间

### 直播
| 播出频道 | 所在地   | 播映日期      | 播出时间 | 备注     |
| --- | -------- | ------------- | -------- | -------- |
| 中央电视台综合频道（CCTV-1） | 中国大陆 | 2012年1月22日 | 20:00    | 现场直播 |
| 中央电视台综艺频道（CCTV-3） | 中国大陆 | 2012年1月22日 | 20:00    | 现场直播 |
| 中央电视台中文国际频道（CCTV-4） | 中国大陆 | 2012年1月22日 | 20:00    | 现场直播 |
| 中央电视台高清综合频道（CCTV-HD） | 中国大陆 | 2012年1月22日 | 20:00    | 现场直播 |
| 中央电视台海外娱乐频道（CCTV-娱乐） | 中国大陆 | 2012年1月22日 | 20:00    | 现场直播 |
| 全国各地大部分卫星电视频道、地面无线电视频道、公交车移动电视频道（合北京卫视、青海卫视、安徽卫视、深圳卫视、江苏卫视、浙江卫视、重庆卫视、湖北卫视、江西卫视、湖南卫视、河北卫视、四川卫视、广西卫视、山东卫视、云南卫视等传播） | 中国大陆 | 2012年1月22日 | 20:00    | 全程转播 |

### 重播
| 播出频道                          | 所在地   | 播映日期                    | 播出时间                                                      | 备注 |
| --------------------------------- | -------- | --------------------------- | ------------------------------------------------------------- | ---- |
| 中央电视台综合频道（CCTV-1）      | 中国大陆 | 2012年1月23日 2012年1月24日 | 8:30-13:30（中插《新闻30分》） 1:00-5:40                      | 重播 |
| 中央电视台综艺频道（CCTV-3）      | 中国大陆 | 2012年1月23日 2012年1月24日 | 6:00-11:00 5:50-10:50                                         | 重播 |
| 中央电视台中文国际频道（CCTV-4）  | 中国大陆 | 2012年1月23日 2012年1月24日 | 9:00-14:00（中插《中国新闻》） 8:30-13:30（中插《中国新闻》） | 重播 |
| 中央电视台高清综合频道（CCTV-HD） | 中国大陆 | 2012年1月23日               | 6:00-11:00                                                    | 重播 |

## 節目單
| 序號 | 類型                   | 节目                     | 表演者                                                         |
| ---- | ---------------------- | ------------------------ | -------------------------------------------------------------- |
| 0    |                        | 开始前15秒               | 蓝色经典梦之蓝恭祝全球华人新春快乐（没有表盘）                 |
| 1    | 开场                   | 《童謠》                 | 鄧鳴賀                                                         |
| 2    | 开场联曲               | 《東西南北大拜年》       |                                                                |
| 2    | 开场联曲               | 《歡樂中國年》           | 李穀一、王珞丹、馮紹峰、蔡卓妍（香港）、主持人                 |
| 2    | 开场联曲               | 《鬧秧歌》               | 胡寶善、胡軍一家                                               |
| 2    | 开场联曲               | 《小拜年》               | 胡海泉一家、陳羽凡、白百何夫婦                                 |
| 2    | 开场联曲               | 《採茶舞曲》             | 沙溢、胡可夫婦                                                 |
| 2    | 开场联曲               | 《祝福你》               | 張衛健、張茜夫婦                                               |
| 3    | 絳州鼓樂               | 《鼓韻龍騰》             | 山西絳州鼓樂團 河南省登封少林塔溝武術學校                      |
| 4    | 群口相聲               | 《小合唱》               | 周煒、佟鐵鑫、呂繼宏、王宏偉、劉和剛                           |
| 5    | 創意鋼琴+歌曲          | 《金蛇狂舞》             | 王力宏、李雲迪                                                 |
| 5    | 創意鋼琴+歌曲          | 《龍的傳人》             | 王力宏、李雲迪                                                 |
| 6    | 歌曲                   | 《萬物生》               | 薩頂頂                                                         |
| 7    | 小品                   | 《天網恢恢》             | 蔡明、王甯、常遠、郭豐周                                       |
| 8    | 舞蹈                   | 《龍鳳呈祥》             | 李倩、張傲月                                                   |
| 9    | 短片                   | 《回家過年》             |                                                                |
| 10   | 歌曲                   | 《好久沒回家》           | 陳坤                                                           |
| 11   | 歌曲                   | 《叫一聲爸媽》           | 宋祖英                                                         |
| 12   | 小品                   | 《荊軻刺秦》             | 黃宏、邵峰、沙溢                                               |
| 13   | 雜技                   | 《空山竹語》             | 李振宇、左朝峰、袁飛                                           |
| 14   | 民族歌舞               | 《追愛》                 | 雷佳、沙呷俊楠、湖南魅力湘西歌舞團、中國郵政藝術團             |
| 15   | 小品                   | 《今天的幸福》           | 沈騰、黃楊、艾倫                                               |
| 16   | 歌曲                   | 《因為愛情》             | 王菲、陳奕迅                                                   |
| 17   | 魔術                   | 《幻鏡》                 | 劉謙                                                           |
| 18   | 現代芭蕾               | 《天鵝湖》               | 俄羅斯TODES舞團                                                |
| 19   | 相聲劇                 | 《愛的代駕》             | 馮鞏、牛莉、閆學晶                                             |
| 20   | 歌曲                   | 《把幸福給你》           | 孫楠                                                           |
| 21   | 小品                   | 《面試》                 | 郭冬臨、魏積安、傅浚琪、何軍                                   |
| 22   | 戲曲                   | 《戲迷一家親》           | 劉佩琦、李明啟、高長志、張傑、李沛澤、李澤林                   |
| 23   | 相聲                   | 《奮鬥》                 | 曹雲金、劉雲天                                                 |
| 24   | 歌曲                   | 《新貴妃醉酒》           | 李玉剛                                                         |
| 25   | 短片                   | 《春晚記憶》             |                                                                |
| 26   | 聯曲                   | 《致敬30年》             |                                                                |
| 26   | 聯曲                   | 《冬天裏的一把火》       | 金美兒                                                         |
| 26   | 聯曲                   | 《故鄉的雲》             | 費翔                                                           |
| 26   | 聯曲                   | 《愛的奉獻》             | 韋唯、吳秀波                                                   |
| 26   | 聯曲                   | 《常回家看看》           | 蔡國慶、王珞丹                                                 |
| 26   | 聯曲                   | 《前門情思大碗茶》       | 李穀一                                                         |
| 26   | 聯曲                   | 《我的中國心》           | 張明敏                                                         |
| 27   | 舞蹈                   | 《雀之戀》               | 楊麗萍、王迪                                                   |
| 28   | 歌曲                   | 《大愛》                 | 劉歡                                                           |
| 29   | 歌曲                   | 《我要回家》             | 朱之文                                                         |
| 30   | 舞蹈                   | 《老媽媽》               | 四川廣元老媽媽藝術團                                           |
| 31   | 歌曲                   | 《好人就在身邊》         | 譚晶                                                           |
| 32   | 零点压轴歌曲           | 《遠方的家》             | 張也                                                           |
| 33   | 零点钟声               | 《开门纳福》             | 朱军、李咏、董卿、毕福剑、邓鸣贺《开门纳福楼》、全体演员       |
| 34   | 歌舞                   | 《中國美》               | 玖月奇跡、玉米提、萬瑪尖措、薛一村子、賽娜、柴森森、李楊、蘇寧 |
| 35   | 創意兒童節目           | 《除夕的傳說》           | 韓庚                                                           |
| 36   | 兒童節目               | 《玩具總動員》           | 哈尔滨工業大學機器人創新基地                                   |
| 37   | 舞蹈                   | 《舞動冰淩》             | 吉林省歌舞團                                                   |
| 38   | 歌曲                   | 《思鄉曲》               | 蔣大為                                                         |
| 39   | 舞蹈                   | 《眷戀》                 | 胡啟志                                                         |
| 40   | 结尾歌舞/结束曲/片尾曲 | 《天下一家》（最后一曲） | 王莉、廖昌永（结尾合唱因）                                     |

## 影响
- 本届春晚中，毕福剑为首次担任春晚的主持人，此后毕福剑一直主持春晚至2015年，此后在2013-2015年主持春晚。
- 本届春晚中，撒贝宁为首次担任春晚的主持人，此后撒贝宁一直主持春晚至2016年（2014年除外），此后在2013年、2015-2016年主持春晚。
- 本届春晚中，李思思为首次担任春晚的主持人，此后李思思一直主持春晚至今（2017年及2020年除外），此后在2013-2016年、2018-2019年、2021年至现在主持春晚。

## 争议

### 抄袭门
《超市面试》是中国大陆著名小品演员郭冬临、魏积安、傅浚琪、何军在中央电视台2012年春节联欢晚会上表演的作品。该作品播出之后，被指抄袭日本UNJASH小品《打工面试》。该作品也曾在中央电视台举办的第八届小品大赛中由田昊和姜力琳表演过，名称为《面试》，剧情略有不同。

### 文史差错

#### 西施貂蝉年龄问题
相声剧《爱的代驾》中闫学晶说：“我西施，她貂蝉，合着我比她老一千多年呢。”前494年，西施由越王勾践进献给吴王夫差；192年，吕布杀了董卓。西施和貂蝉相差只有700年，并无一千多年。

#### 秦王不能称秦公
小品《荆轲刺秦》中黄宏说：“想当初秦公金銮殿”，史书记载，秦国国君在秦孝公之前都称呼为“公”，此后都称呼为“王”。

#### “竹报平安”非竹简上的平安信
杂技《空山竹语》前由董卿串词，她说：“中国有句古话叫‘竹报平安’，虽然现代人早已不把报平安的家信写在竹简上了，但这青青翠竹在传统文化里一直被视为坚贞高洁、虚心向上的君子形象。”“竹报平安”出自唐朝段成式《酉阳杂俎续集》，讲的是竹子很安全，没有枯萎。此后均用竹子形容人很平安，并非把平安写在竹子上。

#### 用词错误
《小合唱》中周炜说：“今天你们四个跟我说相声，这不算新人吗？”字幕却是“嘛”，语气助词错误。
《今天的幸福》中多次提到“产前综合症”，字幕显示也是如此，医学名词规范的说法却是“产前综合征”。

#### 语法错误
绛州鼓乐《鼓韵龙腾》字幕解说词：“鼓是人类最早的音韵之一”，主谓搭配不当，正确说法是：“鼓乐是人类最早的音韵之一”。

## 评价

### 正面评价
- 《人民网》：“2012年春晚很亲民。”[4]

- 《南方都市报》：“龙年央视春晚搞搞新意思：草根开场、变形舞台、无广告。”[5]

- 《新闻晨报》：“致敬经典：春晚金曲重现；创新不断：年轻人担当主力；幕后花絮：‘老春晚’不淡定。”[6]

- 《扬子晚报》：“央视春晚力破七大俗——央视春晚力破七大俗；第二破：取消‘民歌联唱’；第三破：剔除净商业广告；第四破：力推春晚新面孔；第五破：舞台360度激变；第六破：台词亲民去掉官腔；第七破：去庸俗化更富审美。”[7]

- 《羊城晚报》：“最干净的春晚，怀旧金曲带来亲切感”。[8]

- 《长江日报》：“央视春晚网络热词成卖点，看节目发微博成时尚”。[9]

- 《光明日报》：“艺术、科技等多种元素融合；春晚大幕后透出不懈的追求；整台节目洋溢着浓郁的文化味；体现了中国和谐的理念”。[10]

- 评论家李承鹏：“批穿越；唱老歌；抄网络，华语世界最好的语言在网络，每年有几万名写手在网上创作各种段子，中国最大的传媒——央视把这些金句从他们最看不起的网络平台上拿下来抄袭，今年如此，这些年来都是如此。”[11]

- 《洛杉矶时报》：“在刚刚过去的除夕之夜，近十亿人遵循了这种仪式，这一传统已在中国的这个传统节日扎根，就像美国人过节必看玫瑰花车游行一样。”[12]

- 《纽约时报》：“中国这台豪华演出的观众人数不但能轻而易举地超过美国的橄榄球赛，甚至能与2010年世界杯决赛一较高低，是真正的‘超级晚’。”[13]

- 《好莱坞报道》：“春晚是中国电视发展的一个缩影，其内容甚至能够引领未来一年中国许多领域的发展潮流。而能够参加春晚的人更被认为是自己事业的一大成功。”[13]

- ：“春晚这项中国全民的“电视盛事”实现了“零广告”，这是一件让观众兴奋的事情。”

### 负面评价
- 《中国新闻网》：“龙年春晚精品缺乏成遗憾”。[14]

- 《东方网》：“语言节目穿越风盛行而乏力”。[15]

- 《法制晚报》：“语言类节目质量平平，难现流行语”。[16]

- 《洛杉矶时报》：“数十年几乎采用同一个模式，春晚已开始让观众打盹”。[13]

- 《好莱坞报道》：“巨星缺席让今年春晚少了一个支柱。报道称，中国资深演员赵本山和搭档宋丹丹的小品曾是春晚的‘大事’。但是，继宋丹丹连续缺席之后，赵本山今年也暂别了春晚舞台。”[13]

- 欧洲《欧洲时报》：“龙年春晚，缺乏精品。报道称，今年这台走平民路线的春晚从主持阵容到节目形式均发生了变化。近40个节目轮番登场，但却没有让人拍案叫绝的精品或让观众记得住的台词。”[13]

- 《多伦多星报》：“在中国南方春晚并不是很流行。”[13]

- 《联合早报》：“央视的播出范围也早已从国内扩展到国际，成为了中国著名文化品牌之一。因此，央视春晚从创作指导原则到节目框架必须与时俱进，开拓容量。”